# Асуль (муниципалитет)
Муниципалитет Асуль  (исп. Partido de Azul) — муниципалитет в Аргентине в составе провинции Буэнос-Айрес.
Территория — 6615 км². Население — 65 280 человек. Плотность населения — 9,87 чел./км².
Административный центр — Асуль.

## География
Муниципалитет расположен в центральной части провинции Буэнос-Айрес.
Муниципалитет граничит:
- на северо-западе — c муниципалитетом Тапальке
- на северо-востоке — с муниципалитетом Лас-Флорес
- на востоке — с муниципалитетом Рауч
- на юго-востоке — с муниципалитетом Тандиль
- на юге — с муниципалитетом Бенито-Хуарес
- на западе — с муниципалитетом Олаваррия

## Важнейшие населённые пункты[2]
| № | Населённый пункт   | Населённый пункт (исп.) | Категория | Население чел. (2010) | На карте                        |
| - | ------------------ | ----------------------- | --------- | --------------------- | ------------------------------- |
| 1 | Асуль              | Azul                    | город     | 55728                 | 36°46′43″ ю. ш. 59°51′34″ з. д. |
| 2 | Чильяр             | Chillar                 | город     | 3083                  | 37°18′47″ ю. ш. 59°59′01″ з. д. |
| 3 | Качари             | Cacharí                 | город     | 2960                  | 36°22′48″ ю. ш. 59°30′12″ з. д. |
| 4 | Дьесисейс-де-Хулио | 16 de Julio             | посёлок   | 111                   | 37°12′02″ ю. ш. 60°09′53″ з. д. |
| 5 | Ариэль             | Ariel                   | посёлок   | 16                    | 36°31′56″ ю. ш. 59°55′21″ з. д. |